# Länsrätten i Dalarnas län
Länsrätten i Dalarnas län var en svensk länsrätt, vars domkrets omfattade Dalarnas län. Kansliort var Falun. Länsrätten i Dalarnas län låg under Kammarrätten i Sundsvall. Efter ett beslut av Sveriges riksdag som trädde i kraft den 15 februari 2010 ersattes Länsrätten i Dalarnas län av den nya Förvaltningsrätten i Falun.

## Domkrets
Länsrätten i Dalarnas läns domkrets bestod av Dalarnas län och omfattade Avesta, Borlänge, Falu, Gagnefs, Hedemora, Leksands, Ludvika, Malung-Sälens, Mora Orsa, Rättviks, Smedjebackens, Säters, Vansbro och Älvdalens kommuner. Beslut av kommunala myndigheter i dessa kommuner överklagades därför som regel till Länsrätten i Dalarnas län. Mål om offentlighet och sekretess överklagades dock direkt till Kammarrätten i Sundsvall.

## Centrala statliga myndigheter vars beslut överklagades till Länsrätten i Dalarnas län
Beslut av Banverket och av Vägverket överklagades till Länsrätten i Dalarnas län.
Beslut av Skatteverket som överklagades till länsrätt skulle tas upp av Länsrätten i Dalarnas län om beslutet avsåg ärenden enligt
1. skattebetalningslagen (1997:483) i fråga om punktskatt och om återbetalning av mervärdesskatt eller punktskatt enligt 18 kap. 4 b § samma lag,
2. författning som anges i 1 kap. 1 § andra stycket skattebetalningslagen,
3. kupongskattelagen (1970:624),
4. lagen (1990:676) om skatt på ränta på skogskontomedel m.m.,
5. lagen (1991:591) om särskild inkomstskatt för utomlands bosatta artister m.fl.,
6. lagen (2005:807) om ersättning för viss mervärdesskatt för kommuner och landsting, eller
7. mervärdesskattelagen (1994:200) som rör den som är mervärdesskattskyldig endast på grund av förvärv av sådana varor som anges i 2 kap. 3 § första stycket 1 och 2 samma lag.